# Championnat de Zambie de football 2007
Navigation
Saison précédente Saison suivante
La saison 2007 du Championnat de Zambie de football est la quarante-sixième édition de la première division en Zambie. Les seize meilleures équipes du pays sont regroupées au sein d'une poule unique où elles s'affrontent deux fois, à domicile et à l'extérieur. En fin de saison, les quatre derniers du classement sont relégués et remplacés par les deux premiers de chacune des deux groupes géographiques de Zambian Second Division, la deuxième division zambienne.
C'est le club du ZESCO United FC qui remporte le championnat cette saison après avoir terminé en tête du classement, avec quinze points d'avance sur le Green Buffaloes FC et dix-sept sur un duo composé du Power Dynamos FC et des Kabwe Warriors FC. C'est le tout premier titre de champion de Zambie de l'histoire du club, qui manque le doublé en s'inclinant en finale de la Coupe de Zambie, face aux Red Arrows FC, après la séance de tirs au but.

## Les clubs participants
| - Konkola Blades FC - Power Dynamos FC - National Assembly FC - Roan United FC - Promu de Second Division - Green Buffaloes FC - Nchanga Rovers FC - Forest Rangers FC - Lusaka Dynamos FC | - Red Arrows FC - Zanaco FC - ZESCO United FC - Zamtel FC - Promu de Second Division - Young Arrows FC - Promu de Second Division - Nakambala Leopards FC - Kabwe Warriors FC - City of Lusaka FC - Promu de Second Division |

## Compétition
Le barème de points servant à établir les classements se décompose ainsi :
- Victoire : 3 points
- Match nul : 1 point
- Défaite : 0 point

### Classement
| Rang | Équipe                | Pts | J  | G  | N  | P  | Bp | Bc | Diff |
| ---- | --------------------- | --- | -- | -- | -- | -- | -- | -- | ---- |
| 1    | ZESCO United FC       | 68  | 30 | 21 | 5  | 4  | 50 | 15 | +35  |
| 2    | Green Buffaloes FC    | 53  | 30 | 14 | 11 | 5  | 39 | 25 | +14  |
| 3    | Power Dynamos FC      | 51  | 30 | 14 | 9  | 7  | 41 | 25 | +16  |
| 4    | Kabwe Warriors FC     | 51  | 30 | 14 | 9  | 7  | 34 | 22 | +12  |
| 5    | Young Arrows FCP      | 46  | 30 | 13 | 7  | 10 | 38 | 32 | +6   |
| 6    | Lusaka Dynamos FC     | 46  | 30 | 11 | 13 | 6  | 25 | 25 | 0    |
| 7    | Zanaco FCT            | 45  | 30 | 12 | 9  | 9  | 38 | 25 | +13  |
| 8    | Konkola Blades FC     | 40  | 30 | 11 | 7  | 12 | 29 | 26 | +3   |
| 9    | Red Arrows FCC        | 35  | 30 | 9  | 8  | 13 | 22 | 26 | -4   |
| 10   | Nchanga Rovers FC     | 34  | 30 | 8  | 10 | 12 | 25 | 31 | -6   |
| 11   | Roan United FCP       | 34  | 30 | 8  | 10 | 12 | 25 | 36 | -11  |
| 12   | City of Lusaka FCP    | 34  | 30 | 8  | 10 | 12 | 22 | 33 | -11  |
| 13   | Zamtel FCP            | 29  | 30 | 5  | 14 | 11 | 17 | 29 | -12  |
| 14   | Forest Rangers FC     | 27  | 30 | 3  | 18 | 9  | 20 | 30 | -10  |
| 15   | Nakambala Leopards FC | 25  | 30 | 6  | 7  | 17 | 24 | 51 | -27  |
| 16   | National Assembly FC  | 23  | 30 | 4  | 11 | 15 | 17 | 35 | -18  |

|  | Qualification pour la Ligue des champions de la CAF 2008                             |
|  | Qualification pour la Coupe de la confédération 2008                                 |
|  | Relégation directe en Second Division                                                |
|  | T : Tenant du titre C : Vainqueur de la Coupe de Zambie P : Promu de Second Division |

## Bilan de la saison
| Championnat de Zambie de football 2007 |                             |
| Champion                               | ZESCO United FC (1er titre) |
| Coupes et trophées                     |                             |
| Vainqueur de la Coupe de Zambie 2007   | Red Arrows FC               |
| Qualifications continentales           |                             |
| Ligue des champions de la CAF 2008     | ZESCO United FC             |
| Coupe de la confédération 2008         | Green Buffaloes FC          |
| Promotions et relégations              |                             |
| Promus en Premier League               | Chambishi FC                |
| Promus en Premier League               | Nkana FC                    |
| Promus en Premier League               | Green Eagles FC             |
| Promus en Premier League               | Nkwazi FC                   |
| Relégués en Second Division            | Zamtel FC                   |
| Relégués en Second Division            | Forest Rangers FC           |
| Relégués en Second Division            | Nakambala Leopards FC       |
| Relégués en Second Division            | National Assembly FC        |